# 迈讷茨哈根
迈讷茨哈根（德語：Meinerzhagen，發音：[ˈmaɪnɐtsˌhaːɡn̩] ⓘ）是德国北莱茵-威斯特法伦州阿恩斯贝格行政区马克县的城市，面积115.67平方千米，2023年12月31日人口为20,653人。

## 友好城市
- 荷蘭 坎彭
- 法國 卢瓦尔河畔圣西尔